# Tichý Potok
Tichý Potok je obec na Slovensku v okrese Sabinov. V roce 2013 zde žilo 346 obyvatel. První písemná zmínka o obci pochází z roku 1427.